# Marley Shelton
Marley Eve Shelton (Los Angeles; 1974. április 12. –) amerikai színésznő.
Az 1991-es Grand Canyon című drámával debütált a filmvásznon, majd olyan filmekben szerepelt, mint A grund (1993), a Pleasantville (1998), A bambanő (1999), a Bankrabló csajok (2001) és a Véres Valentin (2001). Feltűnt a Sin City – A bűn városa (2005), a Grindhouse (2007) és a Sikoly 4. (2011) című filmekben is.
Számos független filmben is szereplést vállalt: Egy csók és más minden (2002), A nagy hullarablás (2003), Cím nélkül (2009), Decoding Annie Parker (2013).

## Filmográfia

### Film
| Év   | Magyar cím                | Eredeti cím                            | Szerep             | Magyar hang        |
| ---- | ------------------------- | -------------------------------------- | ------------------ | ------------------ |
| 1991 | Grand Canyon              | Grand Canyon                           | Amanda             |                    |
| 1993 | A grund                   | The Sandlot                            | Wendy Peffercorn   |                    |
| 1995 | Nixon                     | Nixon                                  | Tricia Nixon Cox   |                    |
| 1997 | A tao harcosai            | Warriors of Virtue                     | Elysia             |                    |
| 1997 | Óvszerháború              | Trojan War                             | Brooke Kingsley    | Somlai Edina       |
| 1998 | Pleasantville             | Pleasantville                          | Margaret Henderson | Solecki Janka      |
| 1999 | A bambanő                 | Never Been Kissed                      | Kristin            | Farkasházi Réka    |
| 1999 | Oltári vőlegény           | The Bachelor                           | Natalie Arden      | Solecki Janka      |
| 1999 |                           | Protect-O-Man                          | Paige Turner       |                    |
| 2000 |                           | Lured Innocence                        | Elsie Townsend     |                    |
| 2001 | Bankrabló csajok          | Sugar & Spice                          | Diane Weston       | Csondor Kata       |
| 2001 | Véres Valentin            | Valentine                              | Kate Davies        | Zsigmond Tamara    |
| 2001 | A buborék srác            | Bubble Boy                             | Chloe              | Nemes Takách Kata  |
| 2001 |                           | On the Borderline                      | Nicky              |                    |
| 2002 | Egy csók és más minden    | Just a Kiss                            | Rebecca            | Solecki Janka      |
| 2003 |                           | Moving Alan                            | Melissa Kennard    |                    |
| 2003 | Testvérek közt            | Dallas 362                             | Amanda             |                    |
| 2003 | Nagydumás kiscsajok       | Uptown Girls                           | Ingrid             | Pálfi Kata         |
| 2003 | A nagy hullarablás        | Grand Theft Parsons                    | Susie              |                    |
| 2004 |                           | The Old Man and the Studio (rövidfilm) | Kaitlyn            |                    |
| 2005 | Kívül tágasabb            | Don't Come Knocking                    | sztárjelölt        |                    |
| 2005 | Sin City – A bűn városa   | Sin City                               | A lány             | Solecki Janka      |
| 2006 | American Dreamz           | American Dreamz                        | Jessica            | Nyírő Eszter       |
| 2006 |                           | Jesus, Mary and Joey                   | Mary O'Callahan    |                    |
| 2006 | Az utolsó csók            | The Last Kiss                          | Arianna            | Vadász Bea         |
| 2007 | Grindhouse – Halálbiztos  | Death Proof                            | Dr. Dakota Block   | Vadász Bea         |
| 2007 | Grindhouse – Terrorbolygó | Planet Terror                          | Dr. Dakota Block   | Vadász Bea         |
| 2007 |                           | The Fifth Patient                      | Helen              |                    |
| 2008 | W. – George W. Bush élete | W.                                     | Fran               |                    |
| 2009 | Pokoli édenkert           | A Perfect Getaway                      | Cleo               | Solecki Janka      |
| 2009 |                           | Women in Trouble                       | Cora               |                    |
| 2009 | Cím nélkül                | (Untitled)                             | Madeleine Gray     | Ruttkay Laura      |
| 2010 |                           | Elektra Luxx                           | Cora               |                    |
| 2011 | Sikoly 4.                 | Scream 4                               | Judy Hicks rendőr  | Mezei Kitty        |
| 2011 |                           | The Mighty Macs                        | Sunday nővér       |                    |
| 2014 |                           | Mediation (rövidfilm)                  | Victoria Lindo     |                    |
| 2014 |                           | Decoding Annie Parker                  | Joan Parker        |                    |
| 2015 | Gyilkos ösztön            | Solace                                 | Laura Merriweather |                    |
| 2018 | Rampage – Tombolás        | Rampage                                | Dr. Kerry Atkins   | Kisfalvi Krisztina |
| 2022 | Sikoly                    | Scream                                 | Judy Hicks rendőr  | Bozó Andrea        |

### Televízió
| Év        | Magyar cím                         | Eredeti cím                         | Szerep               | Megjegyzések           |
| --------- | ---------------------------------- | ----------------------------------- | -------------------- | ---------------------- |
| 1990      |                                    | The Family Man                      | Heather              | 1 epizód               |
| 1992      |                                    | Up to No Good                       | Denise Harmon        | tévéfilm               |
| 1992      |                                    | Family Matters                      | Becky Sue            | 1 epizód               |
| 1992      | Bűnvadászok                        | Bodies of Evidence                  | Julie Belmont        | 1 epizód               |
| 1992      |                                    | Camp Wilder                         | Jennifer             | 1 epizód               |
| 1992      |                                    | Crossroads                          | Katie Stahl          | 1 epizód               |
| 1992      |                                    | Great Scott!                        | Allison              | 2 epizód               |
| 1993      | Szolgálatban – Rejtekhely Waco-ban | In the Line of Duty: Ambush in Waco | Laura                | tévéfilm               |
| 1993      |                                    | Angel Falls                         | Brandi Dare          | 2 epizód               |
| 1994      |                                    | Dead at 21                          | Keri Sullivan        | 1 epizód               |
| 1994      | McKenna                            | McKenna                             | Heather              | 1 epizód               |
| 1994      | A majorette halála                 | A Friend to Die For                 | Jamie Hall           | tévéfilm               |
| 1994      | Herkules az alvilágban             | Hercules in the Underworld          | Iole                 | tévéfilm               |
| 1994      |                                    | Take Me Home Again                  | Lisa                 | tévéfilm               |
| 1995      | Cybill                             | Cybill                              | Jan                  | egy epizód             |
| 1996      | Végzetes barátság                  | When Friendship Kills               | Jennifer Harnsberger | tévéfilm               |
| 1998      |                                    | Fantasy Island                      | Jane                 | 1 epizód               |
| 2004      | Karen Sisco – Mint a kámfor        | Karen Sisco                         | Molly Lucas          | 1 epizód               |
| 2005      | Amerikai fater                     | American Dad!                       | Betsy White (hangja) | 1 epizód               |
| 2005      |                                    | Dark Shadows                        | Victoria Winters     | eladatlan próbaepizód  |
| 2008–2009 | Az utolsó órában                   | Eleventh Hour                       | Rachel Young         | főszereplő (18 epizód) |
| 2011      |                                    | Harry's Law                         | Tammy Benoit         | 1 epizód               |
| 2013      | Mad Men – Reklámőrültek            | Mad Men                             | Kate                 | 1 epizód               |
| 2014      |                                    | The Lottery                         | Dr. Alison Lennon    | főszereplő (10 epizód) |
| 2016      |                                    | Heaven Sent                         | Maire                | tévéfilm               |
| 2018      |                                    | Rise                                | Gail Mazzuchelli     | 10 epizód              |
| 2019      | Aljas John                         | Dirty John                          | Carrie               | 1 epizód               |
| 2020      |                                    | Manhunt                             | Hannah Gray          | 3 epizód               |
| 2022–     |                                    | 1923                                | Emma Dutton          | visszatérő szereplő    |

## Fordítás
- Ez a szócikk részben vagy egészben  a   Marley Shelton című angol Wikipédia-szócikk fordításán alapul.  Az eredeti cikk szerkesztőit annak laptörténete sorolja fel. Ez a jelzés csupán a megfogalmazás eredetét és a szerzői jogokat jelzi, nem szolgál a cikkben szereplő információk forrásmegjelöléseként.